# Кубок Сінгапуру з футболу 2023
Кубок Сінгапуру з футболу 2023 — 23-й розіграш кубкового футбольного турніру у Сінгапурі. Титул володаря кубка всьоме здобув Лайон Сіті Сейлорс.

## Календар
| Раунд               | Дата                           | Матчі | Клуби |
| ------------------- | ------------------------------ | ----- | ----- |
| Груповий раунд      | 24 вересня - 26 листопада 2022 | 16    | 9 → 4 |
| 1/2 фіналу          | 3/6 грудня 2023                | 4     | 4 → 2 |
| Матч за третє місце | 9 грудня 2023                  | 1     |       |
| Фінал               | 9 грудня 2023                  | 1     | 2 → 1 |

## 1/2 фіналу
| Команда 1       | Заг. | Команда 2          | 1-й матч | 2-й матч |
| --------------- | ---- | ------------------ | -------- | -------- |
| 3/6 грудня 2023 |      |                    |          |          |
| Тампінс Роверс  | 3:6  | Лайон Сіті Сейлорс | 3:3      | 0:3      |
| Хеган Юнайтед   | 3:0  | Бруней ДПММ        | 1:0      | 2:0      |

## Матч за третє місце
| 9 грудня 2023 11:00 (EEST) |

| Тампінс Роверс          | 2:0      | Бруней ДПММ |
| ----------------------- | -------- | ----------- |
| Копитович 10' Рамлі 31' | Протокол |             |

| Джалан Бесар, Каланг Арбітр: Кларенс Леоу Хонг Вей |

## Фінал
| 9 грудня 2023 14:00 (EEST) |

| Лайон Сіті Сейлорс                         | 3:1      | Хеган Юнайтед |
| ------------------------------------------ | -------- | ------------- |
| Живкович 27' (пен.) Лестьєнн 42' Ануар 84' | Протокол | Такаяма 90+1' |

| Джалан Бесар, Каланг Арбітр: Андреа Вероліно |